# Erythrolamprus vitti
Erythrolamprus vitti — вид змій родини полозових (Colubridae). Мешкає в Еквадорі і Колумбії.

## Поширення і екологія
Erythrolamprus vitti мешкають на тихоокеанських схилах Анд в еквадорських провінціях Карчі та Імбабура та в колумбійському департаменті Нариньйо. Вони живуть у вологих гірських тропічних лісах, на висоті від 1070 до 1650 м над рівнем моря.